# Deerfield (Massachusetts)
Deerfield est une ville de l'État du Massachusetts, dans le comté de Franklin aux États-Unis. Sa population était de 4 750 habitants en 2000.

## Historique
Au moment de l'arrivée des colons anglais, la région de Deerfield était habitée par la nation algonquienne des Pocomtucs, qui occupaient un important village du même nom. Les colons anglais s'établirent dans cette région en 1673, et Deerfield fut constituée en 1677. La colonisation était le résultat d'une affaire juridique dans laquelle le gouvernement de Boston avait restitué une partie de Dedham aux Amérindiens en échange de terres des Pocomtucs sur lesquelles les habitants de Dedham pouvaient s'installer. L'agent des colons de Dedham, John Plympton, a signé un traité avec les Pocomtucs, dont un homme nommé Chaulk, qui n'avait aucune autorité pour traiter sur les terres pour les colons et semblait n'avoir qu'une idée approximative de ce qu'il était en train de signer. Les Amérindiens et les Anglais avaient des idées différentes quant à la propriété et l'utilisation des terres ; ce qui, avec la concurrence pour les ressources, a contribué à l'émergence de conflits.
La plupart des Pocomtucs n'étaient plus là au moment où les colons sont arrivés, victimes de maladies et de la guerre avec les Mohawks. Les colons ont expulsé les Pocomtucs restants par la force ; ces Pocomtucs ont en retour cherché une protection chez les colons français du Canada. Lors de la bataille de Bloody Brook, le 19 septembre 1675, les Amérindiens dépossédés ont anéanti une petite force sous le commandement du capitaine Thomas Lathrop avant d'être chassés par des renforts. Les pertes des colons s'élevaient à environ 60 tués. À l'aube du 19 mai 1676, le capitaine William Turner conduit une armée de colons dans une attaque surprise comme représailles sur Peskeompskut, dans ce qui est aujourd'hui Montague, un lieu de rassemblement autochtone traditionnel. Turner et ses hommes tuèrent 200 Amérindiens, surtout des femmes et des enfants. Et quand les hommes de la tribu revenus, ils ont poursuivi Turner, qui est mort d'une blessure mortelle à Green River.